# التوتر النفسي والنوم

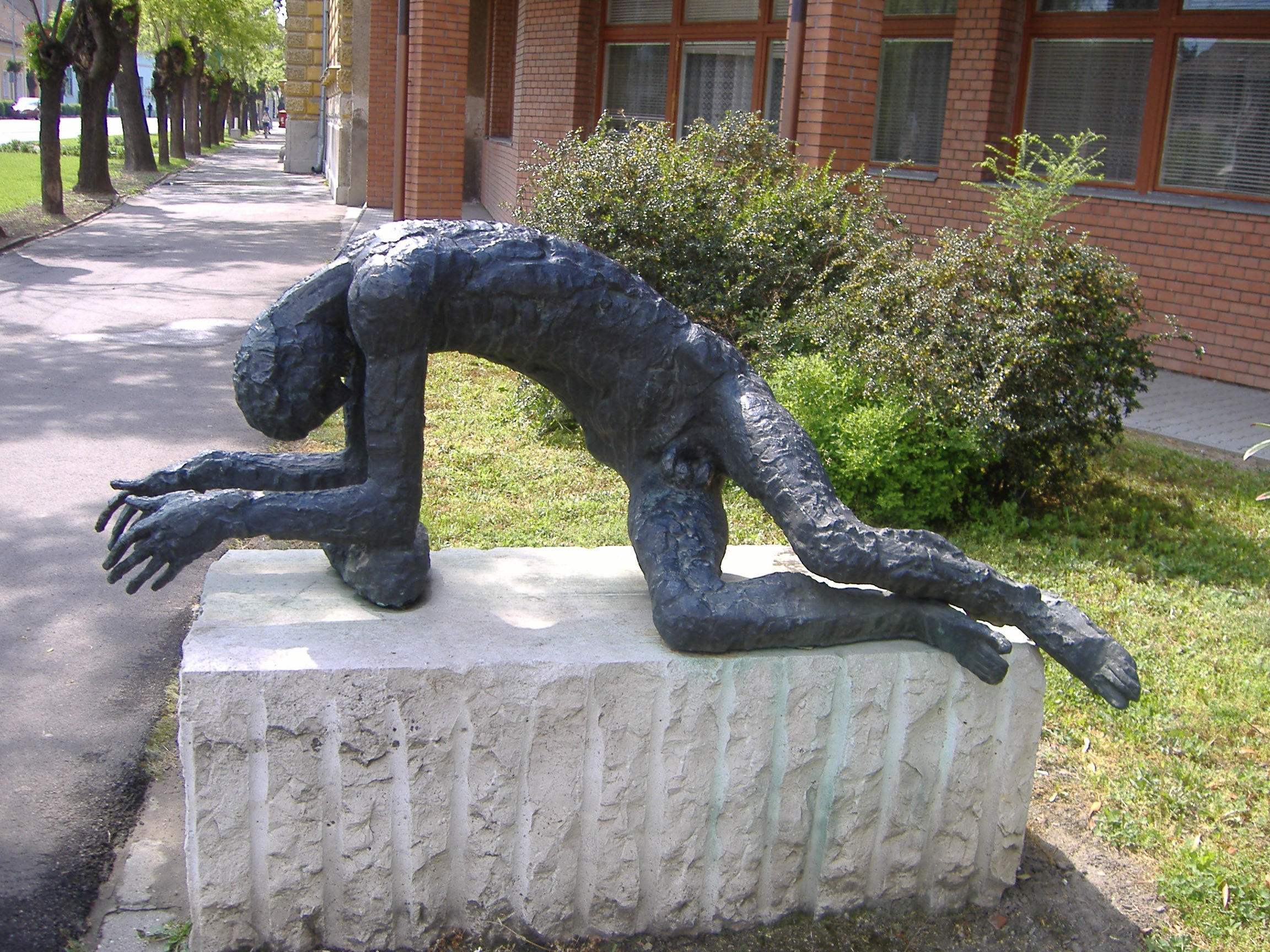
رجل متعب

النوم هو حالة متكررة طبيعية للعقل والجسم، تتميز بتغير الوعي، وتثبيط نسبي للنشاط الحسي، وانخفاض نشاط العضلات، وتثبيط جميع العضلات الإرادية تقريبًا أثناء نوم حركة العين السريعة (REM)،وانخفاض التفاعلات مع المحيط.أحد الجوانب الأساسية للنوم هو أنه يوفر لجسم الإنسان فترة من انخفاض الأداء تسمح بإصلاح الأنظمة في جميع أنحاء الجسم. يتيح هذا الوقت للجسم إعادة الشحن والعودة إلى مرحلة الأداء الأمثل. يوصى بحصول البالغين على 7 إلى 9 ساعات من النوم كل ليلة. يُنظم النوم بواسطة عملية داخلية تُعرف باسم إيقاع الساعة البيولوجية. تنظم هذه الدورة التي تستغرق 24 ساعة فترات اليقظة والتعب التي يمر بها الفرد.العلاقة بين التوتر النفسي والنوم معقدة وغير مفهومة تمامًا.في الواقع، وجدت العديد من الدراسات علاقة ثنائية الاتجاه بين الإجهاد والنوم. هذا يعني أن جودة النوم يمكن أن تؤثر على مستويات الإجهاد، ويمكن أن تؤثر مستويات الإجهاد على جودة النوم. يعتمد تغير النوم على نوع المُجهِد، وإدراك النوم، والحالات النفسية ذات الصلة، والعوامل البيئية، والحدود الفسيولوجية.

## دورة الإجهاد/النوم
يعد الحصول على قسط كافٍ من النوم، وهو 7 ساعات على الأقل لمعظم البالغين، أمرًا حيويًا للصحة العامة والعقلية. ومع ذلك، غالبًا ما يواجه طلاب الجامعات صعوبة في تحقيق هذا الهدف بسبب الضغوط الأكاديمية والاجتماعية. تتأثر صحة النوم والإجهاد النفسي لدى الطلاب بعلاقة متبادلة، حيث يؤدي قلة النوم إلى زيادة التوتر، والعكس صحيح. هذه العلاقة المعقدة تشكل تحديًا كبيرًا للعديد من الطلاب.

## أنواع العوامل المُسببة للتوتر
يمكن تصنيف العوامل المُسببة للتوتر في نموذج عوامل التوتر "التحدي/العائق". عوامل التوتر "التحدي"، على الرغم من كونها غير سارة، إلا أنها تسمح بالنمو والإنجاز مثل ضغط الوقت في سياق العمل. عوامل التوتر "العائق" هي تلك التي تسبب أعباء غير ضرورية ولا تُساهم في الإنجاز مثل سوء الإشراف على العمل. تنخفض الجودة المُبلغ عنها ذاتيًا للنوم فيما يتعلق بزيادة عوامل التوتر "العائق" ولكن ليس بالنسبة لعوامل التوتر "التحدي".

## إدراك جودة النوم
الأرق حالة شائعة تصيب ما يصل إلى خُمس السكان في العديد من البلدان حول العالم وغالبًا ما تتفاقم بسبب العديد من الحالات النفسية. الأرق المتناقض هو ظاهرة وجود تباين بين مدة النوم المُبلغ عنها والقياس الموضوعي للنوم. في بعض الحالات، ومع ذلك، فإن الإجهاد والقلق الناتجين يؤديان بالفعل إلى انخفاض موضوعي في جودة النوم.

### عوامل الإجهاد التي تؤدي إلى نقص النوم
الإجهاد، الذي غالبًا ما يغذيه الإفراط في التفكير والكافيين والكورتيزول، يعطّل النوم. الاجترار يمنع الاسترخاء، بينما يزيد الكافيين والكورتيزول من اليقظة. الحرمان من النوم يزيد من الإجهاد، مما يخلق حلقة ضارة. هذا يؤثر على الأداء اليومي والرفاهية العامة.

### زيادة انتشار الإجهاد لدى المراهقين
هناك عوامل ضغط ثابتة في الحياة، بعضها جيد، يُشار إليه باسم الضغط المفيد، وبعضها سيئ، يُشار إليه باسم ضائقة.في حين أن عوامل الضغط هذه لم تزد بالضرورة على مر السنين، فقد زادت مستويات الإجهاد المتوسطة الإجمالية حيث أظهرت البيانات أن طالب المدرسة الثانوية النموذجي اليوم لديه نفس مقدار القلق الذي كان لدى مريض نفسي في الخمسينيات. متوسط مستوى الإجهاد في الولايات المتحدة - أفاد البالغون من الجيل زد (5.6 من 10)، وجيل الألفية (5.7) والجيل اكس (5.2) بأنه أعلى بكثير من المستويات المتوسطة السابقة وهو أعلى مستوى وصل إليه في العقد الماضي.هناك أيضًا دليل يُظهر أن العمر يؤثر على الارتباط بين نقص النوم والإجهاد. يُبلغ جيل الألفية (المولودون بين عامي 1981 و1996) والجيل زد (المولودون بين عامي 1997 و2012) عن أعلى مستويات الإجهاد من بين جميع الأجيال، حيث يُبلغ 44٪ من جيل الألفية و48٪ من الجيل زد عن شعورهم بالإجهاد طوال الوقت أو معظمه. وبالمثل، يُبلغ الأمريكيون الأصغر سنًا عن حصولهم على ساعات نوم أقل في الليلة، حيث ينام جزء كبير منهم حوالي 6.5-7.5 ساعات فقط في الليلة في المتوسط. تكشف هذه الإحصائيات المترابطة عن وباء يُنشئ مع الإجهاد وزيادة خطر الحرمان المزمن من النوم. غالبًا ما يؤدي الإجهاد إلى صعوبات في النوم والبقاء نائمًا، ومع ذلك، يمكن أن يساهم نقص النوم أيضًا في مستويات إجهاد الشخص. تؤدي هذه العلاقة إلى حلقة لا تنتهي من الإجهاد الشديد للنوم ثم عدم القدرة على التحكم في قلق الشخص بسبب تأثيرات نقص النوم. لسوء الحظ، تتسبب هذه الحلقة المزعجة أيضًا في زيادة خطر التأثيرات المحتملة للحرمان من النوم والإجهاد المفرط، بما في ذلك العديد من مشاكل الصحة البدنية والعقلية. يمكن أن يكون لهذه المشاكل عواقب طويلة الأجل قد تؤثر على حياة الشخص الاجتماعية وقدراته الأكاديمية وعلاقاته مع الآخرين.

## الآليات العصبية النفسية
يمكن تقسيم النوم بشكل عام إلى "حركة العين السريعة" (REM) الأخف و"حركة العين غير السريعة" (NREM) الأعمق. تختلف التغيرات في مرحلة النوم في النماذج الحيوانية اعتمادًا على العامل المسبب للتوتر ولكنها لا تغير إجمالي مدة النوم باستثناء التحديثات التي تقلل كلاً من حركة العين السريعةوغير السريعة. الخوف المشروط، على سبيل المثال، يقلل من نوم حركة العين السريعة بينما التحفيز السمعي يزيده.
في البشر، ارتبطت نماذج الإجهاد ارتباطًا وثيقًا بسياق الاكتئاب. التغيرات في أنماط النوم في الاكتئاب قريبة جدًا من تلك التي تُرى في الحيوانات التي تعاني من إجهاد حاد؛ يمكن استخدام هذه التغييرات كمتنبئ لتطور الاكتئاب. مرة أخرى، أظهرت الدراسات طبيعة ثنائية الاتجاه بين أعراض الاكتئاب وقلة النوم بسبب الإجهاد. من المعروف أن الإجهاد النفسي الاجتماعي طويل الأجل / المزمن يسبب أعراض الاكتئاب، لكن تأثير الإجهاد المزمن على النوم يمكن أن يؤدي إلى تأثير مضاعف من المزيد من الضرر بما في ذلك عدم الاستقرار العاطفي وضعف مدى الانتباه والتحكم الذاتي وأداء أسوأ في المهام المعرفية. قد يؤثر اضطراب النوم في مرحلة الطفولة المبكرة الناجم عن عوامل الإجهاد على اللدونة العصبية والاتصال المشبكي مما قد يؤدي إلى تطور اضطرابات المزاج. قد يصبح هذا النوم السيئ عامل إجهاد بحد ذاته مما يزيد من حدة الظاهرة.

### الخلايا العصبية الكولينية
في الدراسات التي أجريت على الحيوانات، تُظهر الفئران المُجهدة نفسيًا زيادة في إجمالي نوم حركة العين السريعة ومتوسط مدة مرحلة حركة العين السريعة (ولكن ليس عدد الدورات). تتوسط هذه التغيير الخلايا العصبية الكولينية حيث يمكن تقليل دورات حركة العين السريعة المطولة للحيوانات المُجهدة باستخدام مضاد كوليني (أتروبين). وجدت إحدى الدراسات أن عوامل الإجهاد التحفيزية السمعية تعمل بالمثل عن طريق تثبيط تقليل الكوليني لنوم حركة العين السريعة. تُظهر الفئران المُجهدة بشكل خفيف مزمن انخفاضًا في مستقبلات جابا المثبطة في منطقة تحت المهاد (مما يزيد من إطلاق هرمونات التوتر) وجذع الدماغ من بين مناطق أخرى. داخل منطقة السقيفة الجسرية المسننة، في جذع الدماغ، يعمل انخفاض امتصاص الجابا للخلايا العصبية الكولينية مرة أخرى بنفس الطريقة في زيادة مدة نوم حركة العين السريعة.

### المحور الوطائي النخامي الكظري
المحور الوطائي النخامي الكظري العصبي الصماوي هو نظام من الهرمونات يبلغ ذروته في إطلاق الكورتيزول من الغدد الكظرية استجابة للإجهاد الحاد ويُلاحظ أيضًا أنه ينظم أنماط النوم. إن انخفاض مستقبلات الجابا في منطقة تحت المهاد الذي يُلاحظ في الإجهاد المزمن يقلل من تثبيط إطلاق هرمون التوتر ولكنه لا يبدو أنه يؤثر على أنماط النوم بعد التعرض لمحفز اجتماعي مجهد في الحيوانات.

#### إجهاد ما قبل الولادة والطفولة
يُعرّض الإجهاد المزمن للأم أثناء الحمل الجنين لمستويات متزايدة من الهرمون القشري السكري وعلامات الالتهاب التي بدورها تؤثر سلبًا على محور H-P-A وتعطل تنظيم نوم الجنين. حتى سن عامين، يعاني الأطفال الذين تعرضوا للإجهاد قبل الولادة من أنماط نوم أقصر وأكثر اضطرابًا. خلال التطور المبكر للطفولة، يكون دماغ الطفل حساسًا بشكل خاص للأحداث السلبية مثل الصراع العائلي أو اكتئاب ما بعد الولادة للأم أو الإساءة. يُعتقد أنه من خلال تحسس محور H-P-A تُطور استجابة غير طبيعية للإجهاد استجابة لهذه الأحداث/الضغوطات التي بدورها تسبب اضطرابات عاطفية واضطرابات نوم في وقت لاحق من الحياة.

### الإجهاد وتعاطي المخدرات
يمكن أن يُعطّل الإجهاد المزمن نظام استجابة الجسم للإجهاد (محور HPA). يمكن أن يتسبب هذا الاختلال في التوازن في انتكاس الأشخاص الذين يتعافون من إدمان الكحول.

## الوساطة المناعية
اُجريت ملاحظات تشير إلى وجود ارتباط بين الإجهاد والنوم والإنترلوكين 6، مما يقترح آلية محتملة لتغيرات النوم.
خلال كل من الحرمان من النوم المزمن والحاد، هناك زيادات في السيتوكين المؤيد للالتهابات إنترلوكين 6 (IL-6). لا يتأثر IL-6 فقط بإيقاع الساعة البيولوجية، ولكن تزداد فعاليته بفعل النوم نفسه حيث توجد زيادة في مستقبلات IL-6 في الدم أثناء النوم. بعد فترات طويلة من الحرمان من النوم، يُظهر النوم الأول بعد الحرمان انخفاضًا ملحوظًا في IL-6 وزيادة في نوم الموجة البطيئة/"النوم العميق". وبالمثل، فقد ثبت أن القيلولة خلال النهار تقلل من IL-6 وتقلل من التعب. عندما يُحقن البشر بـ IL-6 خارجي، فإنهم يُظهرون زيادة في التعب وسلوكيات مرضية أخرى.
تُلاحظ هذه الزيادة في IL-6 أيضًا خلال أوقات زيادة الإجهاد النفسي. في بيئة معملية، يُقاس ارتفاع IL-6 (البروتين المتفاعل-C) لدى الأفراد الذين تعرضوا لعوامل إجهاد نفسية، خاصة أولئك الذين أظهروا غضبًا أو قلقًا استجابةً للمحفز المجهد. تمامًا كما يستجيب جسم الإنسان للأمراض المُحفزة للالتهابات بزيادة التعب أو انخفاض جودة النوم، فإنه يستجيب أيضًا للإجهاد النفسي بسلوك مرضي من التعب وضعف جودة النوم. في حين أن النوم مهم للتعافي من الإجهاد، كما هو الحال مع مرض التهابي، فإن الزيادات المستمرة وطويلة الأجل في علامات الالتهاب مع السلوكيات المرتبطة بها قد تُعتبر غير قادرة على التكيف وترتبط بنوم غير فعال على المدى الطويل.

## السياق العسكري
منذ الحرب الأهلية الأمريكية، اُبلغ عن متلازمات حرب متعددة مثل "القلب المتهيج" و"متلازمة الجهد" و"متلازمة حرب الخليج". يُعتقد أنها منفصلة ومختلفة عن اضطراب ما بعد الصدمة (PTSD)، تتميز متلازمات الحرب هذه بمجموعة من الأعراض الجسدية ولكنها تشترك عادةً في اضطرابات النوم والتعب وضعف التركيز والكوابيس. الصورة التاريخية غير واضحة بسبب ضعف الفهم المعاصر للمرض النفسي، وفي الصراعات الحديثة، كان جمع البيانات صعبًا بسبب الأولويات التشغيلية؛ لم يُحدد أي سبب لا يرتبط بالضغط النفسي.

### اضطراب ما بعد الصدمة

#### النوم واضطراب ما بعد الصدمة
غالبًا ما يكون النوم محورًا أساسيًا لكل من تشخيص وإدارة اضطراب ما بعد الصدمة حيث يُبلغ 70٪ من مرضى اضطراب ما بعد الصدمة عن الأرق أو اضطرابات النوم. ومع ذلك، عند دراستها مقارنةً بمجموعات الضبط، لم يُقاس سوى اختلاف طفيف في جودة النوم مما يشير إلى الأرق المتناقض جنبًا إلى جنب مع مشاركة المحور الوطائي-النخامي-الكظري الفسيولوجي واستجابات "الكر أو الفر". على هذا الأساس يُبرر العلاج السلوكي المعرفي (CBT)، وهو علاج غير دوائي، جنبًا إلى جنب مع التدخل الدوائي.

#### الأحلام والصدمات النفسية
استكشفت الأبحاث العلاقة بين الإجهاد والصدمات النفسية والأحلام. وجدت الدراسات التي أجريت على الأشخاص الذين تعرضوا لوباء كوفيد-19 زيادة في نشاط الأحلام، غالبًا ما يتعلق بأحداث مؤلمة سابقة بدلاً من الوباء نفسه. يشير هذا إلى أن الإجهاد الشديد يمكن أن يؤدي إلى ظهور أحلام حية أو مزعجة، حتى لو لم يكن الوضع الحالي مؤلمًا بشكل مباشر.
يمكن أن يؤدي الإجهاد والصدمات النفسية إلى أحلام حية. يتضمن هذا النوع الشائع من أحلام اضطراب ما بعد الصدمة استعادة حدث مؤلم، غالبًا ما يصاحبه مشاعر قوية مثل الخوف أو الغضب أو القلق عند الاستيقاظ.

## السياق المهني
أحد أكبر العوامل التي تؤثر على الإجهاد ونوم البشر هو التزامهم بوظائفهم. في مجتمعنا، غالبًا ما يملي الجدول الزمني لعمل الشخص جدوله الزمني للنوم. العلاقة ثنائية الاتجاه بين الإجهاد والنوم مدعومة أيضًا علميًا فيما يتعلق بالتوظيف. عندما لا يحصل الموظف على قسط كافٍ من النوم الجيد، غالبًا ما يؤدي ذلك إلى ضعف الأداء في العمل وزيادة فرصة التعرض للإجهاد المرتبط بالعمل. وبالمثل، عندما يعاني الشخص من إجهاد مهني، يتأثر نومه سلبًا على الفور تقريبًا. عندما يعاني الأفراد من مستويات عالية من الإجهاد وكميات غير كافية من النوم، فإن صحتهم العقلية والجسدية تكون في خطر.

### تطور الإجهاد المهني
يمكن أن ينشأ الإجهاد المهني من عوامل مختلفة. جداول العمل، والالتزامات الزمنية، ونقص الدعم، والصراعات في مكان العمل هي مساهمات شائعة. تختلف متطلبات العمل اختلافًا كبيرًا عبر المهن المختلفة. تتطلب العديد من الوظائف ما لا يقل عن 40 ساعة عمل في الأسبوع، مما يترك وقتًا شخصيًا محدودًا. الجداول غير المنتظمة، وخاصة نوبات العمل الليلية، تعطل الروتين اليومي وتتداخل مع دورة النوم والاستيقاظ الطبيعية للجسم.
غالبًا ما يعاني الموظفون من الإجهاد بسبب عدم كفاية الدعم والتقدير من المشرفين. يمكن أن يؤدي ذلك إلى زيادة عبء العمل وعدم اليقين وعدم الرضا الوظيفي. التوقعات الواضحة والقيادة الداعمة أمران حاسمان لرفاهية الموظف.
تعد الصراعات في مكان العمل، وخاصة تلك التي تنطوي على اختلال توازن القوة، من مسببات الإجهاد الكبيرة. تخلق هذه الصراعات بيئات عمل معادية، مما يؤثر على معنويات الموظفين وإنتاجيتهم ورضاهم الوظيفي بشكل عام. التحرش الجنسي هو شكل حاد من أشكال الصراع في مكان العمل وله عواقب وخيمة.

### عوامل الخطر والتدخلات
يمكن أن يؤثر الإجهاد والحرمان من النوم سلبًا على الحياة اليومية. غالبًا ما تؤدي هذه العوامل إلى انخفاض الأداء في العمل وزيادة التغيب عن العمل وزيادة خطر الإصابة بالأمراض. الأشخاص الذين يعانون باستمرار من نقص النوم هم أكثر عرضة للإصابة بأمراض القلب والسكري ومشاكل الصحة العقلية مثل الاكتئاب والقلق.
لمكافحة هذه المشاكل، يمكن للأفراد وأصحاب العمل اتخاذ خطوات لتقليل الإجهاد وتحسين النوم. يمكن لأصحاب العمل إنشاء بيئات عمل صحية من خلال إدارة أعباء العمل ووضع توقعات واضحة وتعزيز جو داعم. يمكن للموظفين الاستفادة من تقنيات إدارة الإجهاد مثل العلاج السلوكي المعرفي وممارسات الرعاية الذاتية. إن ممارسة إجراءات بسيطة للرعاية الذاتية وتخصيص وقت للأشياء التي يستمتع بها الشخص سيساعد في تقليل مستويات الإجهاد التي يعاني منها الموظفون.

## سياق الأداء والانتباه
في حين أن الإجهاد والنوم يؤثران بشكل كبير على بعضهما البعض، فإن تأثيرهما يتخلل جوانب أخرى كثيرة من الحياة اليومية. أحد الشواغل المحددة هو الآثار الضارة على الأداء المعرفي ومدى الانتباه. بالإضافة إلى ذلك، يمكن أن يتسبب الحرمان من النوم في حدوث تغيير في الإدراك الحسي أيضًا. يؤدي الحرمان من النوم لمدة 24 ساعة إلى انخفاض كبير في اختبارات الأداء المعرفي المشابهة لامتحانات الكلية، ويتسبب في أن يكون لدى الأفراد تصورات خاطئة حول أدائهم. وبالتالي، فإن الأفراد المحرومين من النوم يؤدون أداءً معرفيًا أسوأ لكنهم غير مدركين لذلك. بالإضافة إلى الأداء المعرفي، يمكن أن يتسبب الحرمان من النوم في انخفاض مدى الانتباه في المهام المحددة قيد التنفيذ. وهذا له آثار أخرى مثل ارتكاب المزيد من الأخطاء أو عدم الكفاءة. يمكن أن تصبح حلقة مفرغة من الإجهاد الشديد والنوم السيئ ونقص الانتباه عندما تتداخل هذه الأشياء الثلاثة.

## التأثيرات الصحية الجسدية قصيرة المدى للإجهاد وقلة النوم
يؤدي كل من الإجهاد المفرط وقلة النوم إلى آثار صحية جسدية قد تؤثر على الشخص على المدى القصير أو الطويل. تتفاوت شدة هذه التأثيرات ومن المهم أن تكون على دراية بالزيادة في خطر المشكلات الصحية التي قد تنجم عن دورة الإجهاد والنوم. تتداخل العديد من التأثيرات الجسدية للإجهاد مع التأثيرات الجسدية لقلة النوم، بما في ذلك التأثيرات قصيرة المدى مثل التعب والصداع، والتأثيرات طويلة المدى مثل ارتفاع ضغط الدم وأمراض القلب والسكري والسمنة. التعب هو واضح التأثير الجانبي لقلة النوم، ومع ذلك، عندما يقترن بالإجهاد المفرط، يمكن أن يصبح الشعور بالتعب ساحقًا لأن جسم الشخص يضطر للعمل بجد أكبر ويكون تحت ضغط أكبر مما يجعل الشخص يشعر بالتعب أكثر. الصداع هو تأثير قصير المدى آخر يحدث غالبًا للأشخاص الذين يشعرون بمستويات مفرطة من الإجهاد حيث غالبًا ما يؤدي الإجهاد إلى استجابة القتال أو الفرار والتي يمكن أن تسبب الصداع التوتري. عندما تتحد قلة النوم والإجهاد المفرط ، تزداد تأثيرات التعب والصداع بشكل كبير. على الرغم من أن هذه التأثيرات قصيرة المدى، إلا أنها قد تستمر لأيام أو أسابيع أو حتى أشهر إذا استمر الإجهاد في طغيان الشخص وتسبب له صعوبة في النوم والبقاء نائماً.

## التأثيرات الصحية الجسدية طويلة المدى للإجهاد وقلة النوم

### تأثيرات القلب والأوعية الدموية
يمكن أن تنتج الآثار طويلة المدى عن سنوات من المشاعر المستمرة لمستويات مفرطة من التوتر وبالتالي الحصول على قلة مستمرة من النوم. يمكن أن يتسبب الإجهاد المفرط وقلة النوم في مشاكل القلب والأوعية الدموية، مثل ارتفاع ضغط الدم وأمراض القلب. في دراسة ركزت على تأثيرات الإجهاد المزمن على القلب، وجد أنه خلال أوقات الإجهاد المزمن، يقوم الجسم بتنشيط الجهاز العصبي الودي بشكل مفرط مما يؤدي إلى تغييرات في تقلب معدل ضربات القلب. نظرًا لهذه التغييرات في تقلب معدل ضربات القلب، والتي يمكن أن تضر بقدرات وقوة القلب، يزداد خطر الإصابة بأمراض القلب بشكل كبير بسبب ارتفاع مستويات السكر في الدم وضغط الدم. يمكن أن يؤدي استمرار هذا الإجهاد على الجسم إلى تراكم اللويحات في جدران الشرايين مما يعيق تدفق الدم ونتيجة لذلك يزداد احتمال حدوث أحداث قلبية وعائية خطيرة بشكل كبير، بما في ذلك النوبة القلبية والسكتة الدماغية. يساهم النوم أيضًا في هذه التأثيرات القلبية الوعائية لأن ضغط الدم ينخفض عادة أثناء النوم. نتيجة لذلك، يعاني الشخص الذي يعاني من قلة مستمرة في النوم من مستويات أعلى من ضغط الدم لفترات زمنية أطول. في دراسة أجريت للعثور على العلاقة بين الحرمان من النوم ومشاكل القلب والأوعية الدموية، وجد أن ساعة واحدة أقل من النوم كل ليلة زادت من خطر تراكم الكالسيوم في الشرايين بنسبة 33٪. يعد تراكم الكالسيوم في الشرايين سببًا رئيسيًا لتراكم اللويحات، والذي ذكر أيضًا أنه يتأثر بشدة بزيادة مستويات التوتر. عندما يُجمع بين الإجهاد المفرط وقلة النوم، يحدث زيادة أكبر بكثير في تراكم اللويحات مما قد يؤدي إلى زيادة خطر الإصابة بأمراض القلب والسكتة الدماغية وارتفاع ضغط الدم. عندما يشعر الشخص بالتوتر باستمرار طوال يومه ثم يجد صعوبة في النوم والبقاء نائماً بسبب التوتر والقلق، فإنه يخلق دورة مستمرة من الضغط على القلب.

### زيادة فرصة السمنة
عندما يشعر الناس بالتوتر، يطلق أجسامهم هرمونًا يسمى الكورتيزول. يمكن أن يزيد ذلك من الشهية والرغبة الشديدة في تناول الأطعمة غير الصحية، مثل الوجبات الخفيفة السكرية أو الدهنية. كما يجعل التوتر من الصعب التحكم في عادات الأكل.
يمكن أن يساهم عدم الحصول على قسط كافٍ من النوم أيضًا في زيادة الوزن. إنه يعطل هرمونات الجسم التي تتحكم في الجوع والشبع. عندما تكون متعبًا، فأنت أكثر عرضة للشعور بالجوع وأقل عرضة لحرق السعرات الحرارية من خلال التمرين. غالبًا ما يرتبط الإجهاد وقلة النوم معًا ويمكن أن يسهل زيادة الوزن بشكل كبير.